# Rose West
Rosemary Pauline West ( geboren Letts  op 29 november 1953) is een Engelse seriemoordenaar, ze werkte samen met haar echtgenoot, Fred West, bij de marteling en moord op tien jonge vrouwen tussen 1973 en 1987. Ze vermoordde ook haar achtjarige stiefdochter Charmaine in 1971 en hun dochter Heather in 1986. De meeste moorden vonden plaats in hun woning in Gloucester, Engeland.
Het echtpaar was in 1994 gearresteerd. Rose West heeft nooit een bekentenis afgelegd. Waar Fred terecht moest staan voor elf moorden, werd zij verdacht van tien dodingen. Rose West werd in 1995 op het Crown Court in Winchester aan alle tien de aanklachten schuldig bevonden en veroordeeld tot een levenslange gevangenisstraf. Fred West wachtte de rechtszaak niet af en pleegde zelfmoord in zijn cel in de Winson Green Prison. Rose West is sindsdien een gevangene in de HM Prison New Hall in Flockton, West Yorkshire.

## Biografie
Rose West geboren; Rosemary Pauline Letts in Northam (Devon), [vader: William Andrew "Bill" Letts, moeder: Daisy Gwendoline Fuller] was na een lastige zwangerschap het vijfde kind van in totaal zeven. Rose’ moeder had last van een depressie en kreeg elektroconvulsietherapie tijdens en direct na de zwangerschap; er wordt gezegd dat de behandelingen prenatale gevolgen hebben gehad voor haar dochter. 
Rose groeide op als humeurige en dagdromerige tiener met matige cijfers op school. Nadat haar ouders gescheiden waren woonde ze eerst bij haar moeder en ging naar de Cleeve School gedurende zes maanden, daarna trok ze in bij haar vader in Bishop’s Cleeve, vlakbij Cheltenham Gloucestershire. Rose’ vader, die last had van paranoïde schizofrenie, misbruikte en mishandelde Rose en haar zus Patricia geregeld.
In het begin van haar puberteit, was Rose gefascineerd door de ontwikkelingen die haar lichaam doormaakt en paradeerde geregeld naakt of halfnaakt door het huis in het bijzijn van haar jongere broer, Graham (geboren 1957). Op verscheidene momenten, rond haar dertiende levensjaar, kroop ze ook bij haar negen jaar oude broertje in bed en viel hem en haar jongste broertje Gordon lastig.

## Ontmoeting Fred
Rose ontmoette Fred West voor het eerst bij een bushalte in Cheltenham begin 1969, kort nadat Rose 15 was geworden en Fred 27 jaar oud was. Aanvankelijk voelde Rose zich niks door Freds onverzorgde uiterlijk, maar raakte al snel gevleid door de aandacht die hij haar de volgende dagen bleef schenken, aangezien hij steevast naast haar zat bij dezelfde bushalte. Rose weigerde twee keer om met Fred op uit te gaan, maar stond hem toe om met haar mee naar huis te gaan. Nadat hij ontdekte dat Rose in een nabijgelegen bakkerij werkte, haalde Fred een onbekende vrouw over om de zaak binnen te gaan en haar een cadeau te overhandigen, vergezeld met de uitleg dat een "man buiten" haar had gevraagd dit cadeau aan haar, Rose, te overhandigen. Een paar minuten later kwam Fred de zaak binnen en vroeg Rose om hem die avond op een date te vergezellen, een aanbod dat ze accepteerde. Kort daarna begon Rose een relatie met Fred en werd ze een frequente bezoeker van het caravanpark waar hij woonde met de twee kinderen uit zijn eerste huwelijk met Catherine "Rena" Costello, dochter Anne Marie en stiefdochter Charmaine. Rose werd een gewillige oppas voor Freds dochters, die ze verwaarloosd zag en die ze aanvankelijk met zorg en genegenheid behandelde. 
Bij verschillende gelegenheden in de begindagen van hun verkering stond Rose erop dat zij en Fred de meisjes meenamen op uitstapjes om wilde bloemen te plukken. Binnen enkele weken na haar eerste ontmoeting met Fred zegde Rose haar baan bij de bakker op om fulltime oppas te worden voor Freds kinderen; deze beslissing werd genomen met de afspraak dat Fred haar voldoende geld zou geven om op vrijdag aan haar ouders te geven en hen ervan te overtuigen dat ze nog steeds een salaris verdiende bij de bakker. 
Enkele maanden later stelde Rose Fred voor aan haar ouders, die verbijsterd waren over de partnerkeuze van hun dochter. Rose's moeder was niet onder de indruk van Freds opschepperige en arrogante gedrag en concludeerde terecht dat hij een pathologische leugenaar was. Haar vader keurde de relatie hevig af, bedreigde Fred rechtstreeks en beloofde de sociale dienst te bellen als hij met zijn dochter zou blijven omgaan.
Relatie;
Rose's ouders verboden hun dochter om met Fred te blijven daten, maar ze verzette zich daartegen. Dit bracht hen ertoe om naar de sociale dienst van Gloucestershire te gaan om uit te leggen dat hun 15-jarige dochter een seksuele relatie had met een oudere man en dat ze geruchten hadden gehoord dat ze zich in Freds woonwagen met prostitutie was gaan bezighouden. Als reactie hierop werd Rose in augustus 1969 in een tehuis voor probleemjongeren in Cheltenham geplaatst en mocht ze daar alleen onder gecontroleerde omstandigheden vertrekken. Wanneer ze in het weekend naar huis mocht om haar ouders te bezoeken, greep Rose bijna steevast de gelegenheid aan om Fred te bezoeken.
Op haar zestiende verjaardag verliet Rose het tehuis voor probleemjongeren om terug te keren naar haar ouders, terwijl Fred een gevangenisstraf van dertig dagen uitzat voor diefstal en onbetaalde boetes. Na zijn vrijlating verliet Rose het huis van haar ouders om te verhuizen naar het appartement in Cheltenham waar hij toen woonde. Kort daarna haalde Fred Charmaine en Anne Marie op bij de sociale dienst. Rose's vader deed nog een laatste poging om te voorkomen dat zijn dochter Fred zou zien, en Rose werd in februari 1970 onderzocht door een politiechirurg, die bevestigde dat ze zwanger was. Als reactie hierop werd Rose opnieuw in een tehuis geplaatst, maar werd op 6 maart ontslagen met de afspraak dat ze haar zwangerschap beëindigen zou en naar haar familie zou terugkeren. In plaats daarvan koos Rose ervoor om bij Fred te wonen, wat ertoe leidde dat haar vader zijn dochter verbood ooit nog een voet in zijn huis te zetten.
Drie maanden later verliet het echtpaar het appartement in Cheltenham en verhuisde naar de begane grond van een huis met twee verdiepingen aan Midland Road in Gloucester. Op 17 oktober 1970 beviel Rose van hun eerste kind: een dochter die ze Heather Ann noemden (er wordt nog steeds gespeculeerd dat Heather mogelijk door Rose's eigen vader is verwekt). Twee maanden later werd Fred gevangengezet voor de diefstal van autobanden en een kentekenplaat. Hij bleef gevangen tot 24 juni 1971. Terwijl hij deze straf van zes en een halve maand uitzat, zorgde Rose, die net 17 was geworden, voor de drie meisjes, waarbij Charmaine en Anne Marie werd verteld dat ze Rose hun moeder moesten noemen.
Volgens Anne Marie werden zij en Charmaine regelmatig onderworpen aan uitgebreid fysiek en emotioneel misbruik gedurende de tijd dat ze onder Rose's hoede woonden op Midland Road. Hoewel Anne Marie over het algemeen onderdanig was en geneigd emoties te tonen als reactie op het misbruik, maakte Charmaine Rose herhaaldelijk woedend door haar stoïcijnse weigering om te huilen of enig teken van verdriet of onderdanigheid te tonen, hoe ernstig ze ook werd behandeld. Ondanks de jaren van verwaarlozing en misbruik was Charmaine's geest niet gebroken en ze sprak weemoedig met Anne Marie over de overtuiging die ze had dat haar moeder hun zal komen en zou redden. Anne Marie herinnerde zich later dat haar zus Rose herhaaldelijk tegen zich in het harnas joeg door uitspraken te doen zoals: "Mijn echte mama zou niet tegen ons vloeken of schreeuwen" als reactie op Rose's bijtende taal.
Een jeugdvriendin van Charmaine, Tracey Giles, die in de bovenwoning van Midland Road had gewoond, zou zich later een incident herinneren waarbij ze onaangekondigd het appartement van de Wests was binnengekomen en Charmaine naakt op een stoel zag staan, gekneveld en met haar handen op haar rug gebonden met een riem, terwijl Rose naast het kind stond met een grote houten lepel in haar hand. Volgens Giles was Charmaine "kalm en onbezorgd", terwijl Anne Marie met een lege uitdrukking op haar gezicht bij de deur had gestaan.
Ziekenhuisgegevens onthullen dat Charmaine op 28 maart 1971 op de spoedeisende hulp van het Gloucester Royal Hospital was behandeld voor een ernstige steekwond aan haar linkerenkel. Rose verklaarde dat dit incident het gevolg was van een ongeluk in huis.